# ゼーハイム＝ユーゲンハイム
ゼーハイム＝ユーゲンハイム (ドイツ語: Seeheim-Jugenheim) は、ドイツ連邦共和国ヘッセン州ダルムシュタット＝ディーブルク郡に属す町村。（以下、本項では便宜上「町」と記述する。）この町は、1977年にそれまで独立した町村であったゼーハイムとユーゲンハイムが合併して発足した。ゼーハイムやユーゲンハイムはそれぞれそれ以前に小さな村を併合していた。合併当初は「ゼーハイム」という名称であったが、1978年1月1日から「ゼーハイム＝ユーゲンハイム」と改名した。

## 地理

### 隣接する市町村
ゼーハイム＝ユーゲンハイムは、北はプフングシュタットと郡独立市のダルムシュタット、東はミュールタールとモーダウタール、南東はラウタータール、南はベンスハイム（この2つはベルクシュトラーセ郡）、南西はアルスバッハ＝ヘーンライン、西はビッケンバッハと境を接する。

### 自治体の構成
ゼーハイム＝ユーゲンハイムを構成する地区は以下の通り。
| - バルクハウゼン - ユーゲンハイム - マルヒェン - オーバー＝ベーアバッハ | - ゼーハイム - シュタイゲルツ - シュテットバッハ |

## 行政

### 議会
ゼーハイム＝ユーゲンハイムの町議会は37議席からなる。
子供や若者はユーゲントパーラメント（青年議会）によって町政に参加する。青年議会は、12歳から20歳の若者から2年ごとに最大13人が選出され構成される。青年議会の議員は、青少年に関わりのある全委員会で、発言・動議提出を行う権利を持つ。

### 首長
ゼーハイム＝ユーゲンハイムは、2005年11月6日にオラフ・キューンを新しい町長に選出した。2017年の町長選挙にオラフ・キューンは立候補しなかった。新たな町長には、2017年11月26日の町長選挙決選投票で選出されたアレクサンダー・クライスル (CDU)が就任した。

### 紋章
紋章はV字型の金色の境界帯で三分割されている。境界帯の下部、向かって左は青地に銀の蹄鉄、向かって右はやはり青地に銀の先の曲がった小刀が描かれている。上部は赤地に銀の星が描かれている。この紋章はゼーハイムとユーゲンハイムが合併した後、1977年に創られた。星はゼーハイムの紋章から採られた意匠で、かつてこの地を治めたエアバッハ伯の紋章に由来する。ブドウ摘みの小刀はゼーハイムの紋章にもユーゲンハイムの紋章にもあったものである。ユーゲンハイムの紋章から採られた蹄鉄は、この地に粉挽き小屋が多くあり、原料を馬車で運んだことに由来している。

### 友好都市
- ヴィルナーヴ・ドルノン（フランス、ジロンド県）1982年
- クナースドルフ（現在はアンナベルク＝ブーフホルツの市区）（ドイツ、ザクセン州）1990年
- Kosmonosy（チェコ、中央ボヘミア州）1997年
- チェレニャーノ（イタリア、ヴェネト州）2008年

## 文化と見所

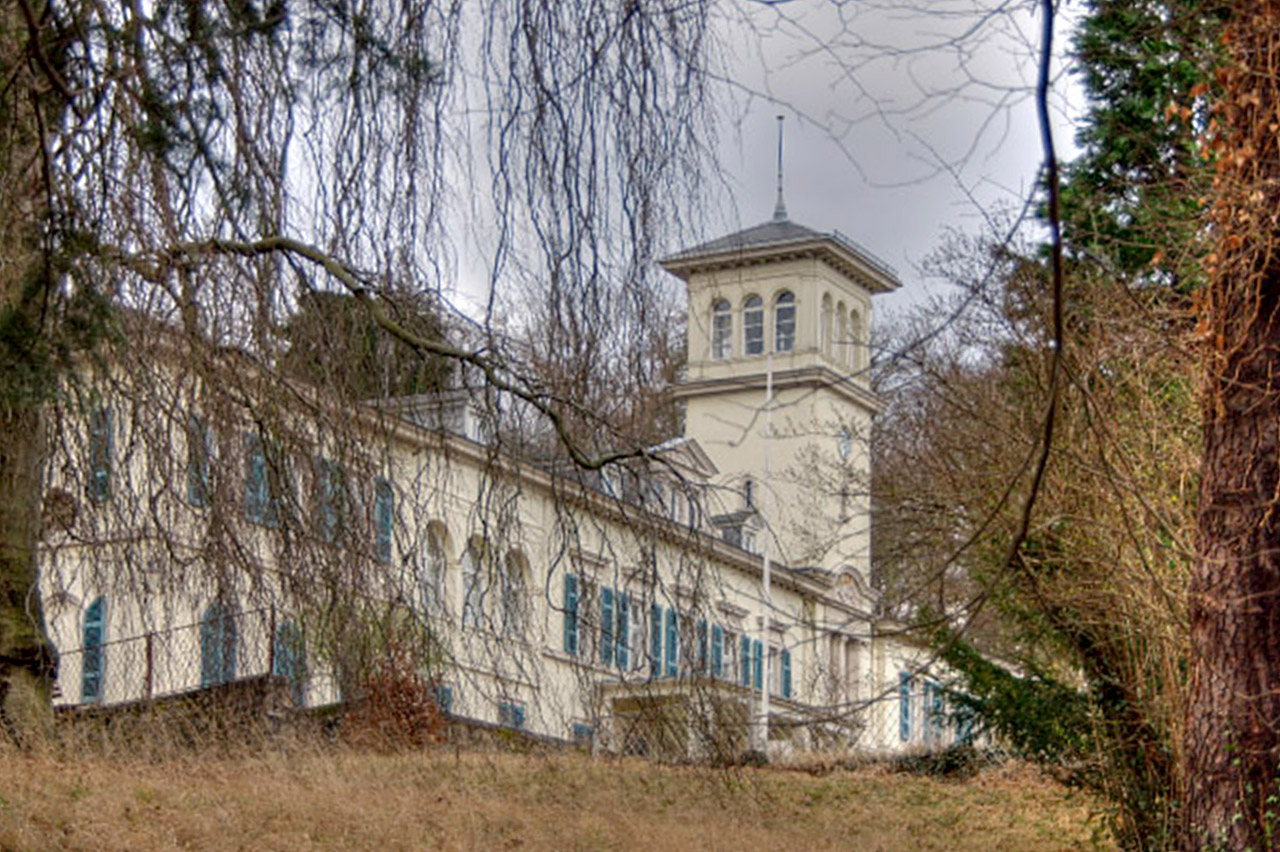
ハイリゲンベルク城

- ハイリゲンベルク城: ユーゲンハイムの東、オーデンヴァルトの縁に建つ。この城は、現在のイギリス王室にまでおよぶヨーロッパ王室と幅広い血縁関係を持つバッテンベルク家の居城である。建築家ゲオルク・モラーが1862年から1867年に城に付属するブドウ園と果樹園の真ん中にこの城を建設した。19世紀末には、ロシアのツァーリの夏の離宮としてたびたび使われた。
- タンネンベルク城: 最古の携帯火器「タンネンブルクブクゼ」が発見された地であり、初めて大砲で破壊された城でもある。
- ヨッセ城址: ダクスベルクにある。
- 旧役場: 1599年建造
- 旧アムツハウス: タンネンブルクが破壊された（1399年）直後に定礎された。1560年頃が建築上の最盛期であった。1714年までエアバッハ伯の農場およびツェーント（地方行政区画）の役所として用いられ、その後ヘッセン方伯に売却された。複雑な起源を持つケラライは、住居、地下貯蔵庫、十分の一税倉庫、分離されたワイン庫、対応するオフィス、家畜小屋からなる。これらの建物は、重要な人物たちが生まれた場所であり、活躍した場所でもある。
- 三十年戦争の戦禍を免れた7棟の家屋は現在、保護文化財に指定されている。
- シュールドルフ・ベルクシュトラーセは、1954年にドイツ初の総合学校として建設された。広い学園の中には、建設当時の建築上のあるいは教育上のコンセプトが見られる。たとえば、蜂の巣状の建物とそれに調和する野外劇場はシュールドルフの大講堂である。1950年代に建てられた最初の建物は、保護文化財に指定された。この学校は数十年前から現在まで拡大を続けている。最近の拡大は、シュールドルフ・ベルクシュトラーセ・インターナショナル・スクールの設置である。
- ゼーハイムとユーゲンハイムの教会はヘッセン＝ダルムシュタット家およびバッテンベルク家の寄進によって建設された。15世紀に建てられたバルクホイザー礼拝堂も見所である。
- ルフトハンザ学習センター: この建物でSPDの「ゼーハイム派」が旗揚げされた。
- ゼーハイム城: ヘッセン＝ダルムシュタット家の大公の夏の離宮であった。1831年から1834年にヘッセン大公ルートヴィヒ2世によって建設された。

### 公園
- ゴルトシュミット公園: ゴルトシュミット公園の起源は1870年に遡る。その頃には、この土地は様々な人の私有地であった。公園の形成は1880年頃、ヴォルムスの皮革工場主フリードリヒ・シェーンによってなされ、その後灌漑施設が設けられた。造園責任者はミュンヘンの有名な建築家ガブリエル・フォン・ジードルと、ドレスデンのフリッツ・シューマッハーであった。1913年から1969年までエッセンのカール・ゴルトシュミットの家族が所有者であった。現在の所有者は町であり、一般の入園が可能である。公園の造形は見応えがある。

### 文化

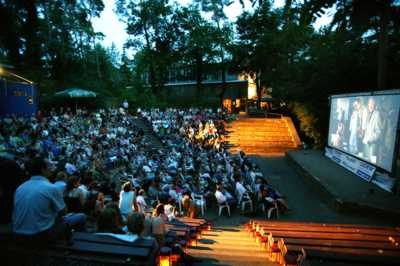
ゼーハイム＝ユーゲンハイム野外劇場で行われる野外映画上映会

- ゼーハイム＝ユーゲンハイム野外劇場:ゼーハイム＝ユーゲンハイム野外劇場は、保護文化財に指定されている屋外円形劇場である。この劇場は、シュールドルフ・ベルクシュトラーセの公園のような敷地内にある魅力的な森の中にある。この劇場は、野外映画上映会を含む上質な文化行事の会場で、年間数千人が訪れる。
- シュタウ・イン・ゼーハイム＝ユーゲンハイム: 「シュールペドヒェ」にあるペーター・レンク作の空を見上げる群像からなる彫刻作品。

### スポーツ
ヘッセン州初代首相のクリスティアン・シュトックの働きで、この町には彼の名を冠した大きな運動競技場がある。このクリスティアン・シュトック・シュタディオンはシュールドルフ・ベルクシュトラーセの近くにある。

## 経済と社会資本

### 交通
ゼーハイム＝ユーゲンハイムはアウトバーンA5号線、連邦道B3号線、マイン＝ネッカー鉄道（最寄り駅はビッケンバッハ）沿いに位置し、市電第8系統の路線でダルムシュタットと結ばれている。バス路線K50系統、669系統がゼーハイム＝ユーゲンハイムとビッケンバッハ、ヘーンラインならびにベンスハイム、ヘッペンハイムを結んでいる。
1961年までは、ゼーハイムとユーゲンハイムにそれぞれ、支線のビッケンバッハ – ゼーハイム線の駅があった。この路線は19世紀後半に完成し、大公一家のゼーハイムの夏の離宮への旅を容易にしていた。また、保養地ユーゲンハイムへの観光客の往来にもその役割を果たした。

### 地元企業
ルフトハンザドイツ航空はゼーハイム＝ユーゲンハイムに教育センターを有している。この施設は、ゼーハイム中心部の高台に位置している。この教育センターは2008年末までに閉鎖され、その後完全に撤去される予定である。跡地には宿泊施設付きの新しい学習施設が建設される。

## 人物

### 出身者
- ゲオルク・ゴットリープ・シュミット（1768年 – 1837年）ギーセン大学数学・物理学教授
- セバスティアン・ローデ（1990年 – ）プロサッカー選手

### ゆかりの人物
- ゲオルク・クリストフ・リヒテンベルク（1742年 – 1799年）文筆家、実験物理学教授。1752年と1756年に、ゼーハイムの旧アムツハウスで兄のクリストフ・ゴットリープとその妻ゾフィー・ドロテアとともにのどかな夏の休暇を楽しんだ。この時の書簡が遺されている。
- ユリア・ハウケ（1825年 – 1895年）バッテンベルク家の始祖。
- ヘレーネ・クリスタラー（1872年 – 1953年）文筆家
- ゲオルク・カイザー（1878年 – 1945年）劇作家、作家

## 引用
1. ↑  Hessisches Statistisches Landesamt: Bevölkerung in Hessen am 31.12.2023 (Landkreise, kreisfreie Städte und Gemeinden, Einwohnerzahlen auf Grundlage des Zensus 2011)]
2. ↑  “Bürgermeister Olaf Kühn tritt in Seeheim-Jugenheim nicht mehr an”. Echo-Online.de. (2017年2月10日) 2018年5月6日閲覧。
3. ↑  “Seeheim-Jugenheim hat gewählt: Alexander Kreissl wird neuer Bürgermeister”. Echo-Online.de. (2017年11月26日) 2018年5月6日閲覧。
4. ↑  “Amtseinführung für neuen Bürgermeister in Seeheim-Jugenheim”. Echo-Online.de. (2018年4月23日) 2018年5月6日閲覧。